# Lucas Kazan
Lucas Kazan (Milão, Itália em 1965) é um empresário, diretor e Produtor cinematográfico do mundo pornográfico gay.

## Biografia
Kazan nasceu e foi criado em Milão e, no início dos anos noventa mudou-se para a Califórnia. Frequentou o American Film Institute e, depois de sua formatura, começou a trabalhar para empresas de pequeno porte, sobretudo para televisão. Após uma reunião com o diretor pornográfico Gino Colbert, ele começou a trabalhar como gerente de produção de filmes de Colbert, que contava com a edição de Jeff Stryker, entre 1993 e 1996.
Em 1997, Lucas faz sua estreia atrás das câmeras, graças a  produtora Men of Odyssey, em um filme pornográfico chamado Viagem à Itália, uma homenagem ao filme de Roberto Rossellini, Viaggio in Italia.